# Ivan Buljubašić

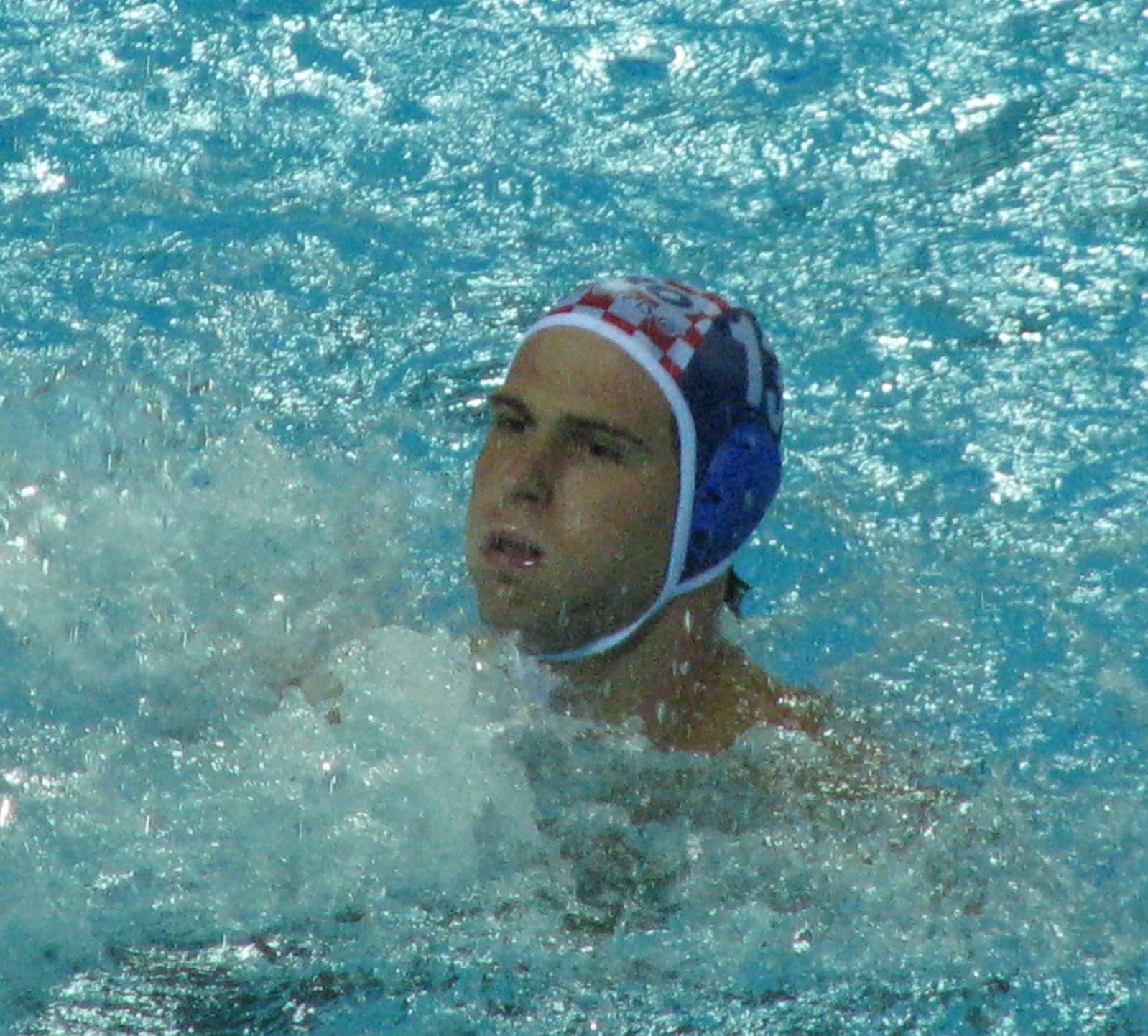
Ivan Buljubašić (2010)

Ivan Buljubašić (* 31. Oktober 1987 in Makarska) ist ein kroatischer Wasserballspieler. Er war mit der kroatischen Nationalmannschaft Olympiasieger 2012. Bei Weltmeisterschaften gewann er 2017 und war 2009 sowie 2011 Dritter. Der Europameister von 2010 wurde 2018 noch einmal Europameisterschaftsdritter.

## Sportliche Karriere
Ivan Buljubašić begann bei Galeb in Makarska. Er war dann bis 2007 bei VK Jadran Split, von 2007 bis 2011 bei HAVK Mladost Zagreb und von 2011 bis 2017 bei VK Primorje Rijeka. Nach einem Jahr in Rumänien bei CSA Steaua Bukarest und einem Jahr bei Mladost wechselte er 2019/20 zu Olympiakos SFP nach Piräus. Mit Zagreb, Rijeka, Bukarest und Piräus gewann er jeweils mindestens einen Landesmeistertitel. Ab 2020 spielte der 1,98 Meter große Verteidiger in Triest.
2009 bei der Weltmeisterschaft in Rom unterlagen die Kroaten im Halbfinale den Serben, wobei Buljubašić in diesem Spiel einen Treffer beisteuerte. Im Spiel um den dritten Platz besiegten sie die Mannschaft aus den Vereinigten Staaten mit 8:6. Im Jahr darauf war Kroatien Gastgeber der Europameisterschaft 2010. Die kroatische Mannschaft bezwang im Halbfinale die spanische Mannschaft mit 10:9, im Finale siegte sie mit 7:3 gegen die Italiener. Bei der Weltmeisterschaft 2011 in Schanghai unterlagen die Kroaten im Halbfinale den Italienern mit 8:9. Das Spiel um den dritten Platz gewannen die Kroaten mit 12:11 gegen die Ungarn. 2012 gewannen die Kroaten alle fünf Spiele ihrer Vorrundengruppe bei den Olympischen Spielen in London. Nach einem 8:2 im Viertelfinale gegen das US-Team und einem 7:5 gegen Montenegro im Halbfinale trafen die Kroaten im Finale auf die italienische Mannschaft und gewannen mit 8:6. Ivan Buljubašić erzielte im Turnierverlauf drei Treffer, davon einen im Finale.
In den nächsten Jahren spielte Ivan Buljubašić nur selten in der Nationalmannschaft. Erst bei der Weltmeisterschaft 2017 in Budapest war er wieder im Kader bei einer großen internationalen Meisterschaft. Die Kroaten bezwangen im Viertelfinale die Italiener und im Halbfinale die Serben. Mit einem 8:6 gegen die Ungarn gewann die kroatische Auswahl den Titel. Im Jahr darauf bei der Europameisterschaft in Barcelona wirkte Buljubašić noch einmal in vier Spielen mit und erzielte auch vier Treffer. Die kroatische Mannschaft verlor im Halbfinale gegen die Serben und besiegte im Spiel um den dritten Platz die Italiener.